# Vélitul
Pour un article plus général, voir Transports urbains lavallois.
Vélitul est le service de vélos en libre-service mis en place par la communauté d'agglomération de Laval, en Mayenne. Inauguré le 21 septembre 2010, le service offre de la location courte durée (une demi-heure, une heure, un jour, une semaine) et longue durée (un an).
Le Vélitul est exploité par RATP Dev, la société qui gère les Transports urbains lavallois (TUL).

## Système
Le service Vélitul, lancé en septembre 2010, remplace l'opération de louage de vélos Véloci'Tul, mise en place en 2007. Il compte cent vélos munis d'un panier, d'un antivol et de trois vitesses. Les vélos peuvent être empruntés puis rapportés dans n'importe laquelle des neuf stations réparties dans la ville. Afin d'emprunter un vélo, il faut souscrire un abonnement pour 24 heures, une semaine ou un an. Ensuite, le vélo est gratuit la première demi-heure d'utilisation, puis les tarifs d'utilisation augmentent progressivement. Les stations sont munies de bornes électroniques qui contrôlent l'accès aux vélos ; une carte spécifique ou un code fourni avec l'abonnement sont nécessaires pour effectuer un emprunt. Les vélos sont accessibles 24 heures sur 24 et sept jours sur sept,.

## Stations
Les six stations sont réparties dans la ville et comptent chacune une quinzaine de vélos. 
| - 1 : Gare des TUL (Place du 11-Novembre) - 2 : Préfecture (Place Jean-Moulin) | - 3 : Gare SNCF - 4 : Quartier Ferrié | - 5 : Centre universitaire - 6 : Cité administrative |

## Fréquentation
Les résultats de fréquentation sont restés faibles depuis le lancement du système. En 2011, la ville ne comptait qu'une centaine d'abonnés annuels, soit un pour mille habitants. Laval se place donc parmi les dernières villes de l'Ouest quant à la fréquentation, loin derrière Caen et son V'eol, qui totalise 18 utilisateurs réguliers pour mille habitants. À Rennes, STAR, le vélo compte environ 16 utilisateurs pour mille habitants. Néanmoins, d'autres villes ont aussi des résultats faibles, comme Nantes et son Bicloo, avec 6 utilisateurs pour mille habitants, et Vannes et son Vélocéa, qui obtient le même chiffre que Laval.